# Crotalus cerberus
Crotalus cerberus là một loài rắn trong họ Rắn lục. Loài này được Coues mô tả khoa học đầu tiên năm 1875.